# Frederick Vincent Theobald
Pour les articles homonymes, voir Theobald.
Nicolas Théobald (1903-1981) paléontologue et entomologiste français
Frederick Vincent Theobald est un entomologiste britannique, né en 1868 à Tooting et mort le 6 mars 1930 à Wye.
Il est l’auteur d’une vaste monographie, en six volumes, sur des diptères, Monograph on the Culicidae of the World (1901-1910). Ses collections sont conservées à Glasgow.

## Liste partielle des publications
- 1892 : An account of British flies (Diptera) (E. Stock, Londres).
- 1905 : The mosquitoes or Culicidae of Jamaica (Institute of Jamaica, Kingston).
- 1899 : A text-book of agricultural zoology (William Blackwood, Édimbourg et Londres).